# 42.º governo da Monarquia Constitucional

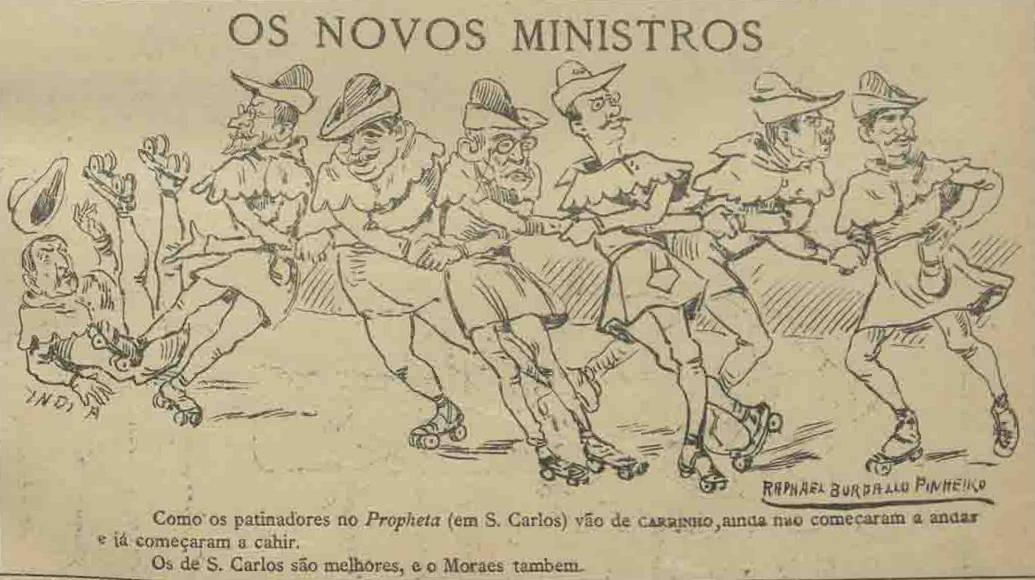
Caricatura de Rafael Bordalo Pinheiro relativa ao governo de António Serpa: "Como os patinadores no Profeta (em S. Carlos) vão de carrinho, ainda não começaram a andar e já começaram a cair"

O 42.º governo da Monarquia Constitucional, 6.º governo do Rotativismo, e do 19.º desde a Regeneração, nomeado a 14 de janeiro de 1890 e exonerado a 13 de outubro de 1890, foi presidido por António Serpa. 
A sua constituição era a seguinte:
| Cargo                                                                                 | Detentor | Detentor                                                       | Período                                       |
| ------------------------------------------------------------------------------------- | -------- | -------------------------------------------------------------- | --------------------------------------------- |
| Presidente do Conselho de Ministros                                                   |          | António Serpa (1825–1900)                                      | 14 de janeiro de 1890 a 13 de outubro de 1890 |
| Ministro e Secretário de Estado dos Negócios do Reino                                 |          | António Serpa (1825–1900)                                      | 14 de janeiro de 1890 a 13 de outubro de 1890 |
| Ministro e Secretário de Estado dos Negócios Eclesiásticos e de Justiça               |          | Lopo Vaz de Sampaio e Melo (1848–1892)                         | 14 de janeiro de 1890 a 13 de outubro de 1890 |
| Ministro e Secretário de Estado dos Negócios da Fazenda                               |          | João Franco (1855–1929)                                        | 14 de janeiro de 1890 a 13 de outubro de 1890 |
| Ministro e Secretário de Estado dos Negócios da Guerra                                |          | Vasco Guedes de Carvalho e Meneses (não empossado) (1824–1905) | 14 de janeiro de 1890 a 17 de janeiro de 1890 |
| Ministro e Secretário de Estado dos Negócios da Guerra                                |          | António Serpa (interino) (1825–1900)                           | 14 de janeiro de 1890 a 13 de outubro de 1890 |
| Ministro e Secretário de Estado dos Negócios da Marinha e Ultramar                    |          | João Arroio (1861–1930)                                        | 14 de janeiro de 1890 a 5 de abril de 1890    |
| Ministro e Secretário de Estado dos Negócios da Marinha e Ultramar                    |          | Júlio de Vilhena (1845–1928)                                   | 5 de abril de 1890 a 13 de outubro de 1890    |
| Ministro e Secretário de Estado dos Negócios Estrangeiros                             |          | Ernesto Hintze Ribeiro (1849–1907)                             | 14 de janeiro de 1890 a 13 de outubro de 1890 |
| Ministro e Secretário de Estado dos Negócios das Obras Públicas, Comércio e Indústria |          | Frederico Arouca (1846–1902)                                   | 14 de janeiro de 1890 a 13 de outubro de 1890 |
| Ministro e Secretário de Estado dos Negócios da Instrução Pública e Belas Artes       |          | João Arroio (1861–1930)                                        | 5 de abril de 1890 a 13 de outubro de 1890    |